# Jeotgalicoccus pinnipedialis
Jeotgalicoccus pinnipedialis ist eine Bakterienart. Sie wurde aus dem Abstrich vom Maul eines Südlichen See-Elefanten (einer Robbenart) isoliert. Darauf bezieht sich auch der Artname, Pinnipedia ist der wissenschaftliche Name der Robben. Nach dem Code der Nomenklatur der Bakterien ist das grammatische Geschlecht des Bakteriennamens männlich. Er zählt zu der Abteilung Firmicutes, für deren Vertreter ein positiver Gram-Test typisch ist. Der GC-Gehalt dieser Art liegt bei 38,6 Mol-%.

## Merkmale

### Erscheinungsbild
Die Zellen von Jeotgalicoccus pinnipedialis sind kokkenförmig und haben einen Durchmesser von 0,7 bis 1,0 µm. Sie treten in traubenförmigen Haufen (wie auch bei Staphylokokken üblich), in Paaren oder in Tetraden auf. Jeotgalicoccus pinnipedialis bildet, wie alle Arten der Gattung, keine Endosporen. Die Art kann sich nicht durch eigene Kraft bewegen, ist also nicht motil. Die Gram-Färbung verläuft positiv, die Ziehl-Neelsen-Färbung zeigt, dass keine säurefeste Zellwand vorliegt.
Auf Columbia-Blutagar mit 5 % Schafblut wachsen die Zellen zu etwa 2 mm großen Kolonien heran und weisen eine sandfarbene bis beige Färbung auf. Eine Hämolyse des Blutes findet nicht statt. In der Aufsicht sind die Kolonien rund geformt, in der seitlichen Ansicht erscheinen sie konvex erhaben. Auf anderen Nährböden, die üblicherweise Pepton enthalten, sehen die Kolonien ähnlich aus.

### Wachstum und Stoffwechsel
Jeotgalicoccus pinnipedialis ist heterotroph und führt keine Photosynthese durch. Der Stoffwechsel ist fakultativ anaerob, d. h. die Art zeigt auch unter anaeroben Bedingungen – also unter Sauerstoffausschluss – Wachstum. Eine erhöhte Konzentration von Kohlenstoffdioxid fördert das Wachstum nicht. Der pH-Wert für bestes Wachstum liegt bei 7,0–8,0. Die Art zeigt Wachstum bei 25 bis 42 °C. Bei 4 °C erfolgt kein Wachstum mehr, dies unterscheidet sie von Jeotgalicoccus psychrophilus. Ein Gehalt von 2 bis 6 % an Natriumchlorid (NaCl) im Nährmedium wird toleriert. Falls kein NaCl vorhanden ist, erfolgt kein Wachstum. Bei einem NaCl-Gehalt von 14 % oder mehr erfolgt kein Wachstum mehr, dies unterscheidet sie von Jeotgalicoccus halotolerans.
Das Enzym Katalase ist vorhanden, auch der Oxidase-Test fällt positiv aus. Das Enzym Urease ist nicht vorhanden. Nitrat wird nicht zu Nitrit reduziert. Gelatine kann durch Hydrolyse abgebaut werden, hingegen kann J. pinnipedialis das Substrat Hippursäure nicht hydrolysieren, ebenso wenig ist er zur Äskulinspaltung fähig. Die Voges-Proskauer-Reaktion verläuft negativ, es wird kein Acetoin gebildet.
Um Näheres über den chemoorgano-heterotrophen Stoffwechsel zu erfahren, wurde von Lesley Hoyles et al. untersucht, welche organischen Verbindungen J. pinnipedialis verwerten kann. Dabei zeigte sich, dass die im Oxidations-Fermentations-Test oder in miniaturisierten Testsystemen verwendeten Kohlenhydrate und Zuckeralkohole nicht fermentativ unter Säurebildung verwertet werden. Dazu gehören beispielsweise die Monosaccharide Arabinose, Fructose, Glucose, Mannose, Ribose und D-Xylose, die Disaccharide Cellobiose, Lactose, Maltose, Melibiose, Saccharose, Trehalose und Turanose, das Trisaccharid Raffinose, sowie das Polysaccharid Glykogen. Ebenso wenig werden die Zuckeralkohole Mannitol und Xylitol verwertet. Eine andere Untersuchung durch Wen-Yan Liu u. a. im Rahmen der Entdeckung von Jeotgalicoccus halophilus führte 2011 zu dem Resultat, dass D-Glucose und Saccharose verwertet werden können, das Ergebnis im Oxidations-Fermentations-Test jedoch nur schwach positiv ausfällt.

### Chemotaxonomie
Wie für Jeotgalicoccus-Arten üblich, ist das Haupt-Menachinon MK-7. Die in den Membranlipiden vorkommenden Fettsäuren sind hauptsächlich Moleküle mit einer ungeraden Zahl von Kohlenstoffatomen (C15) und keiner Doppelbindung (gesättigte Fettsäuren). Es handelt sich um die verzweigtkettigen Fettsäuren mit den Abkürzungen anteiso-C15:0 (anteiso-Pentadecansäure) und iso-C15:0 (iso-Pentadecansäure), ihr Anteil liegt bei 60,0 bzw. 22,9 %. Die Lipide in der Zellmembran enthalten Phosphoglyceride (Phosphatidylglycerin), Diphosphatidylglycerin, Phosphatidylinositol und ein nicht identifiziertes Phospholipid. Glykolipide oder Aminolipide kommen nicht vor.

### Genetik
Der GC-Gehalt (der Anteil der Nukleinbasen Guanin und Cytosin) in der DNA von Jeotgalicoccus pinnipedialis liegt bei 38,6 Mol-%. Das Genom wurde bisher (Stand 2014) noch nicht vollständig sequenziert. Allerdings wurden für phylogenetische Untersuchungen die Nukleotide der 16S rRNA bestimmt, ein für Prokaryoten typischer Vertreter der ribosomalen RNA.
2012 erfolgte an der Landwirtschaftlichen Universität Chinas in Peking eine Untersuchung, inwieweit das für die Multiresistenz von Staphylococcus aureus codierende Gen cfr bei verwandten Bakterienarten vorkommt, die als nicht krankheitserregende Kommensalen bei Hausschweinen zu finden sind. Dazu gehören Macrococcus caseolyticus und Jeotgalicoccus pinnipedialis. Von den Schweinen wurden mit Hilfe von Nasenabstrichen 391 Bakterienisolate gewonnen, von denen 75 den beiden genannten Arten zugeordnet werden konnten. Bei einem Isolat von J. pinnipedialis konnte das cfr Gen mit Hilfe der PCR (Polymerase-Kettenreaktion) nachgewiesen werden. Es befindet sich auf einem Plasmid, das als pJP1 bezeichnet wird und etwa 53 Kilobasenpaare (kb) groß ist. Die chinesischen Forscher weisen in ihrem Bericht darauf hin, dass in der Umwelt vorhandene, nicht-pathogene Bakterien zur Verbreitung der plasmidgebundenen Multiresistenzgene beitragen können.

### Pathogenität
Jeotgalicoccus pinnipedialis ist nicht pathogen („krankheitserregend“) und wird durch die Biostoffverordnung in Verbindung mit der TRBA (Technische Regeln für Biologische Arbeitsstoffe) 466 der Risikogruppe 1 zugeordnet.

## Systematik
Die Art Jeotgalicoccus pinnipedialis zählt zu der Familie der Staphylococcaceae in der Ordnung der Bacillales. Diese Ordnung gehört zu der Abteilung Firmicutes. J. pinnipedialis wurde 2004 von Lesley Hoyles u. a. erstbeschrieben. Der dabei entdeckte Bakterienstamm J. pinnipedialis A/G14/99/10T ist der Typusstamm der Art. Er wurde in den Sammlungen von Mikroorganismen in Schweden (als CCUG 42722) und Frankreich (als CIP 107946) hinterlegt.
Bei der phylogenetischen Untersuchung wurde eine Verwandtschaft zu den Gattungen Jeotgalicoccus und Salinicoccus festgestellt. Der Vergleich der Sequenzen der 16S rRNA ergab eine Ähnlichkeit von 93 bzw. 91 %. Weiterhin wurde von Hoyles u. a. ein phylogenetischer Baum erstellt, basierend auf der Neighbour-Joining-Methode. Der neu entdeckte Bakterienstamm bildet eine eigene Linie aus, als Verzweigung der Gruppe, die von J. halotolerans und J. psychrophilus gebildet wird (die bis 2004 einzigen Vertreter der Gattung). Die Einordnung in die Gattung Jeotgalicoccus wird durch phänotypische Merkmale gestützt, beispielsweise die Zusammensetzung der Fettsäuren in der Zellmembran und das Vorkommen von MK-7 als Haupt-Menachinon. Die verwandte Gattung Salinicoccus hingegen besitzt MK-6 als Haupt-Menachinon. Unterschiede zu den 2003 entdeckten Arten J. halotolerans und J. psychrophilus zeigen sich u. a. im Wachstum bei verschiedenen Temperaturen und Natriumchlorid-Gehalten im Nährmedium (vergleiche Übersicht).

## Etymologie
Der Gattungsname Jeotgalicoccus leitet sich von dem neulateinischen Wort Jeotgalum her und bezieht sich auf den Fundort der erstbeschriebenen Art. Sie wurde aus koreanischen fermentierten Meeresfrüchten Jeotgal isoliert. Der Artname J. pinnipedialis bezieht sich auf Robben (wissenschaftlicher Name: Pinnipedia), auch bedeutet pinniped im Englischen „Robbe“. J. pinnipedialis wurde in einem Abstrich vom Maul eines Südlichen See-Elefanten (Mirounga leonina) isoliert.

## Ökologie
Jeotgalicoccus pinnipedialis wurde 2004 in der Mundflora einer Robbe entdeckt, zum Zeitpunkt der Entdeckung wurden keine weiteren Angaben zu seinem Habitat gemacht. Später wurde er bei der Untersuchung von Nasenabstrichen von Schweinen nachgewiesen, dort ist er als Kommensale Bestandteil der Mikroorganismengesellschaft. Wissenschaftler der Technischen Universität München vermuten, dass er und weitere Vertreter der Gattung weit verbreitet in der Umwelt sind, dass sie aber noch nicht entdeckt bzw. identifiziert wurden. Ein Grund dafür ist die Ähnlichkeit mit der Gattung Staphylococcus, mit der sie leicht verwechselt werden können und die – im Gegensatz zu Jeotgalicoccus – seit langer Zeit bekannt ist.